# آن سنغ-هيون
آن سنغ-هيون (هانغل: 안상현) هو لاعب كرة قدم كوري جنوبي في مركز الوسط، ولد في 5 مارس 1986 في باجو في كوريا الجنوبية. لعب مع نادي سول ونادي سونغنام.

## وصلات خارجية
- آن سنغ-هيون على موقع الاتحاد الدولي (مؤرشف)  (الإنجليزية)
- آن سنغ-هيون على موقع دوري كوريا الجنوبية (الإنجليزية)
- آن سنغ-هيون على موقع قاعدة بيانات كرة القدم.إي يو (الإنجليزية)